# فريديريك ريبيرو
فريديريك ريبيرو (7 أغسطس 1979 في بيسانكون) (بالإنجليزية: Frédéric Ribeiro)‏ لاعب كرة قدم فرنسي يلعب حاليا لصالح نادي سانت بريست الهاوي الفرنسي في خط الدفاع .
1. ↑   https://www.transfermarkt.com/transfermarkt/profil/spieler/21842. {{استشهاد ويب}}: |url= بحاجة لعنوان (مساعدة) والوسيط |title= غير موجود أو فارغ (من ويكي بيانات) (مساعدة)